# Biberbach (Bawaria)

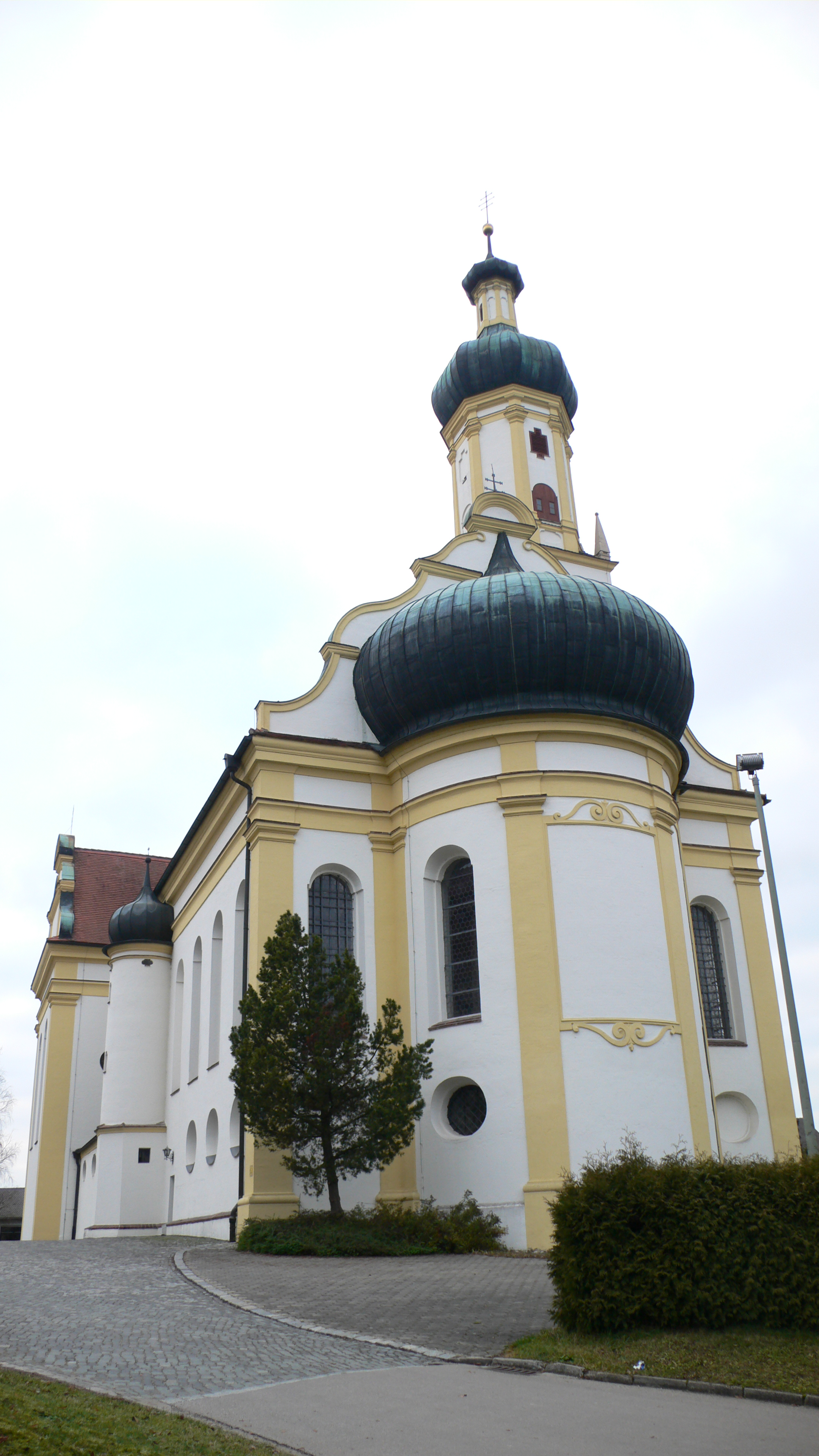
Kościół pw. św. Jakuba i Wawrzyńca (St. Jakobus und Laurentius)

Biberbach – gmina targowa w Niemczech, w kraju związkowym Bawaria, w rejencji Szwabia, w regionie Augsburg, w powiecie Augsburg. Leży około 15 km na północny zachód od Augsburga, nad rzeką Schmutter.

## Dzielnice
- Eisenbrechtshofen
- Markt
- Feigenhofen
- Affaltern
- Albertshofen

## Demografia
| Rok  | Liczba mieszk. |
| ---- | -------------- |
| 1970 | 2 499          |
| 1987 | 2 758          |
| 2000 | 3 424          |
| 2006 | 3 488          |

## Polityka
Wójtem gminy jest Wolfgang Jarasch, poprzednio urząd ten obejmował Alois Pfaffenzeller, rada gminy składa się z 16 osób.
|      | CSU | SPD | FWV/BB | UFL | Junge Liste | FFL | Razem |
| 2008 | 6   | 2   | 5      | 1   | 1           | 1   | 16    |
| 2002 | 8   | 1   | 4      | 1   | 1           | 1   | 16    |

## Współpraca
Miejscowość partnerska:
- Straußfurt, Turyngia